# Cínovec (Dubí)
Cínovec (dříve Cinvald, německy Zinnwald) je horská osada v Krušných horách, v okrese Teplice v Ústeckém kraji, ležící na státní hranici České republiky s Německem v nadmořské výšce 835 metrů. V roce 2011 zde trvale žilo 123 obyvatel, osada je administrativní součástí města Dubí.
Dnešní Cínovec tvoří dřívější osada Zadní Cínovec (Hinterzinnwald). Druhá vesnice, Přední Cínovec (Vorderzinnwald), ležela asi 5 kilometrů východně a po druhé světové válce a vysídlení Němců byla zničena. Část Cínovce na německé straně hranice je začleněna do bývalé obce Zinnwald-Georgenfeld, místní části města Altenberg.

## Historie

### Těžba cínu
Cínovec byl původně tvořen shlukem hornických domků. Nejstarší částí bývalé obce byl Přední Cínovec, jehož počátky sahají až do 12. století (přesný rok vzniku obce je nicméně neznámý). Cínovec začal postupně vznikat tím, že sem pronikali horníci z nedaleké Krupky, aby našli další ložiska cínu. Jako Cínovec byla proto označována celá oblast na sever od Krupky až po Moldavu. První písemná zmínka o Cínovci spadá do roku 1378.
Jelikož byla hranice mezi Saskem a Čechami v Krušných horách ve středověku nejednoznačná a často se měnila, byla na základě Chebské smlouvy 25. dubna 1459 pevně stanovena. Část Cínovce se tak ocitla na německé straně (jedná se o dnešní Zinnwald-Georgenfeld, místní část města Altenberg). Hranice stanovená v Chebu je téměř v nezměněné podobě platná dodnes a řadí se tak k nejstarším dodnes platným, dohodou vymezeným, hraničním liniím v Evropě.
Od poloviny 15. století nabývala těžba stále většího významu a zdejší ložiska se stala pro horní město Krupka velkou konkurencí. Za třicetileté války byla těžba přerušena. Po jejím ukončení byla opět obnovena a přes několik výkyvů pokračovala až do 20. století. V průběhu staletí se Cínovec stal velmi početnou obcí a jeho význam narůstal takovým způsobem, že mu byl roku 1885 udělen statut hornického města.

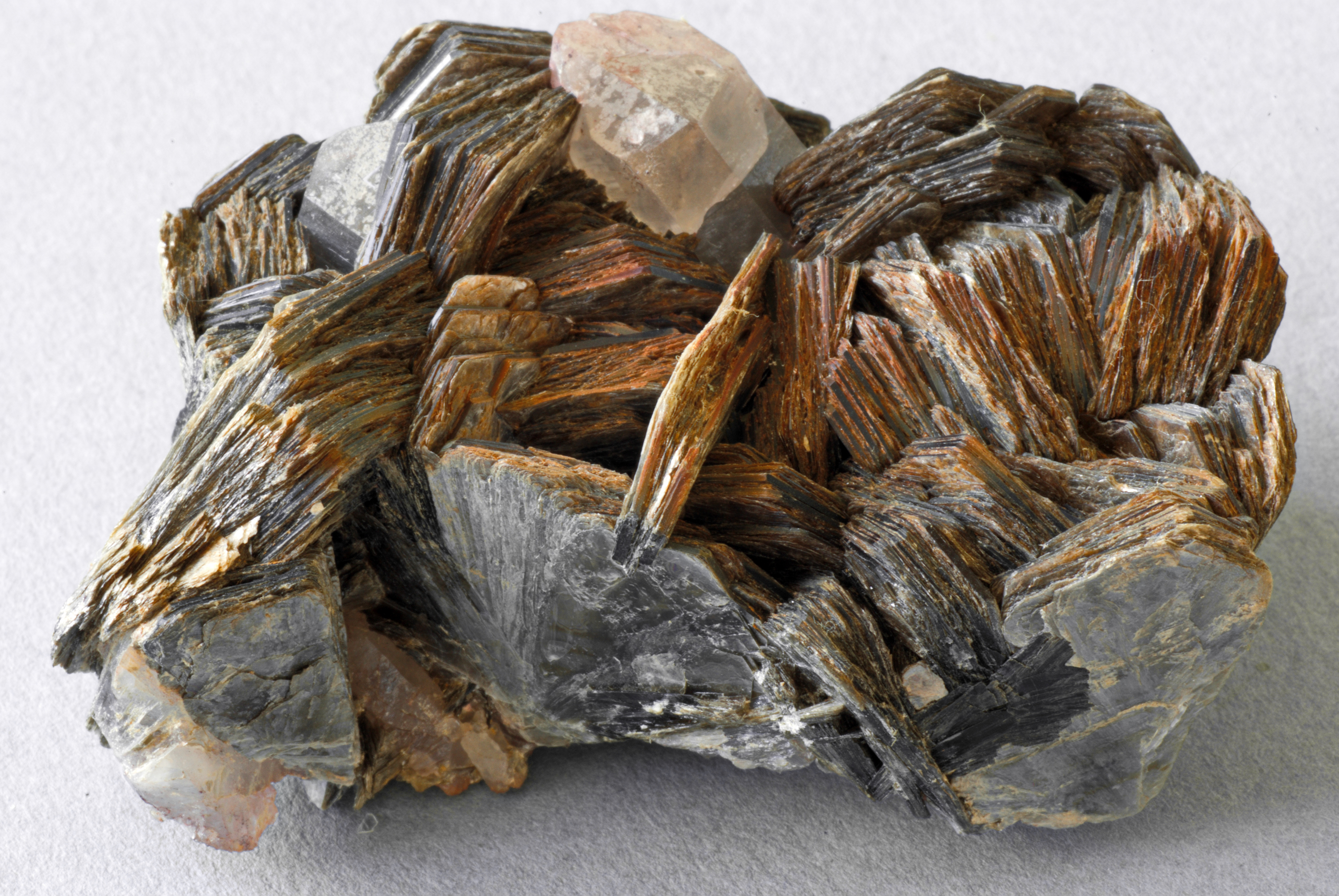
Vzorek cinvalditu (něm. Zinnwaldit), specifického minerálu ze skupiny slíd z lokality Cínovec

Mezi oběma válkami se zde prováděly pouze udržovací práce a těžba byla pozastavena. Po zabrání Sudet Německem byl důl ještě víc prohlouben a byla postavena nová úpravna rud. V roce 1945 připadl důl národnímu podniku Rudné doly Příbram, v jehož vlastnictví zůstal přes několik menších změn až do svého úplného uzavření v roce 1990.
Ukončení těžby cínowolframových rud roku 1990 představuje v historii Cínovce velký zlom. Osada se postupně vylidnila a stala se spíše rekreační oblastí, jejíž služby využívají především návštěvníci ze sousedního Německa.

### Naleziště lithia
Z mineralogického hlediska je Cínovec znám výskytem zdejšího minerálu cinvalditu, což je lithný biotit, tj. specifický druh trioktaedrické slídy. Lithium je nezbytnou součástí baterií mobilních telefonů či elektromobilů, neobejde se bez něj ani zařízení na získávání solární energie. Proto ve světě od počátku 21. století výrazně roste poptávka po této surovině. Od roku 2002 vzrostla cena lithia čtyřnásobně, počátkem roku 2015 se cena za tunu lithia pohybovala kolem 6 tisíc amerických dolarů. Po roce 2014 zahájila v prostoru Cínovce společnost Geomet průzkum zdejších zásob lithia, přičemž v pozadí za touto iniciativou je australská těžařská firma European Metals. Cílem průzkumu je ověření dat z 80. let 20. století, podle kterých by v oblasti Cínovce bylo možno vytěžit až jeden milion tun lithia. Další ložisko lithia srovnatelné velikosti se na evropském kontinentě nachází už jen v oblasti Jadaru na západě Srbska, kde provádí průzkumné vrty nadnárodní těžařská společnost Rio Tinto.
Podle výsledků průzkumu z konce roku 2016, zveřejněného Českou geologickou službou 19. března 2017 v České televizi, se v oblasti Cínovce nachází 1,2 až 1,4 miliónů tun lithia, což představuje zhruba 6 % světových zásob tohoto kovu. V polovině roku 2017 měla již firma RSJ Karla Janečka všechna potřebná povolení a naplno probíhala příprava zahájení těžby lithia v prostoru někdejšího místního odkaliště.

## Obyvatelstvo
|           | 1869  | 1880  | 1890  | 1900  | 1910  | 1921  | 1930  | 1950 | 1961 | 1970 | 1980 | 1991 | 2001 | 2011 |
| --------- | ----- | ----- | ----- | ----- | ----- | ----- | ----- | ---- | ---- | ---- | ---- | ---- | ---- | ---- |
| Obyvatelé | 1 265 | 1 274 | 1 160 | 1 188 | 1 337 | 1 479 | 1 310 | 549  | 337  | 247  | 153  | 84   | 69   | 123  |
| Domy      | 229   | 241   | 241   | 250   | 246   | 245   | 248   | 184  | 65   | 63   | 41   | 25   | 24   | 42   |

Většina obyvatel Cínovce byla protestantského vyznání. Už v roce 1617 byl zbořen na příkaz pražského arcibiskupa evangelický kostel v blízkém Hrobě. V době pobělohorské – od roku 1652, kdy se v sousedním Bohosudově usadil jezuitský řád – vyvíjeli jezuité (Jezuitská rezidence Bohosudov) nátlak na místní obyvatelstvo, aby přestoupilo k víře katolické. Poutě a procesí nepomáhaly, kdo v Cínovci ani v roce 1728 na katolickou víru nepřestoupil, musel ze země odejít. Proto se Cínovec na české straně téměř vylidnil. Exulanti odešli do saského Zinnwald-Georgenfeldu, kde rozšířili počet stávajících běženců, osad i prosperitu německé strany Cínovce. Málokomu se podařilo v Čechách prodat svůj dům. Proto Eliáš Judenfeind při odchodu svůj dům zapálil, ale Hans Hirsch s přáteli přesunul svůj domek přes hranice do sousedního Zinnwaldu na válcích.

## Doprava
Osadou prochází silnice I/8, bývalá E55, která v obci přechází do sousedního Německa, kde dál pokračuje pod označením B 170.

## Osobnosti
- Eduard Joseph Machaczek (1815-1893), římskokatolický duchovní a publicista

## Pamětihodnosti
- Barokní kostel Nanebevzetí Panny Marie, postavený v letech 1729 až 1732, stojí v dolní části vsi u koupaliště při česko-německé hranici. Je dominantou osady (obklopen starým horským hřbitovem). Kostel, opravený v letech 2017 až 2023, bývá občas přístupný veřejnosti. Bližšími informacemi o možnostech návštěvy kostela disponuje jeho vlastník, kterým je město Dubí. Na kostelní věži bývaly v minulosti tři zvony, které však byly zkonfiskovány během první světové války.
- Památkově chráněné jsou rovněž dva typické krušnohorslé lidové domy čp. 38 a čp. 42.
- V jihovýchodní části katastrálního území se na úbočí vrchu Loupežník dochovaly terénní pozůstatky hrádku nebo podobné stavby zvané Loupežný.[16]
- Východně od vesnice se nachází přírodní památka Cínovecký hřbet.

## Galerie

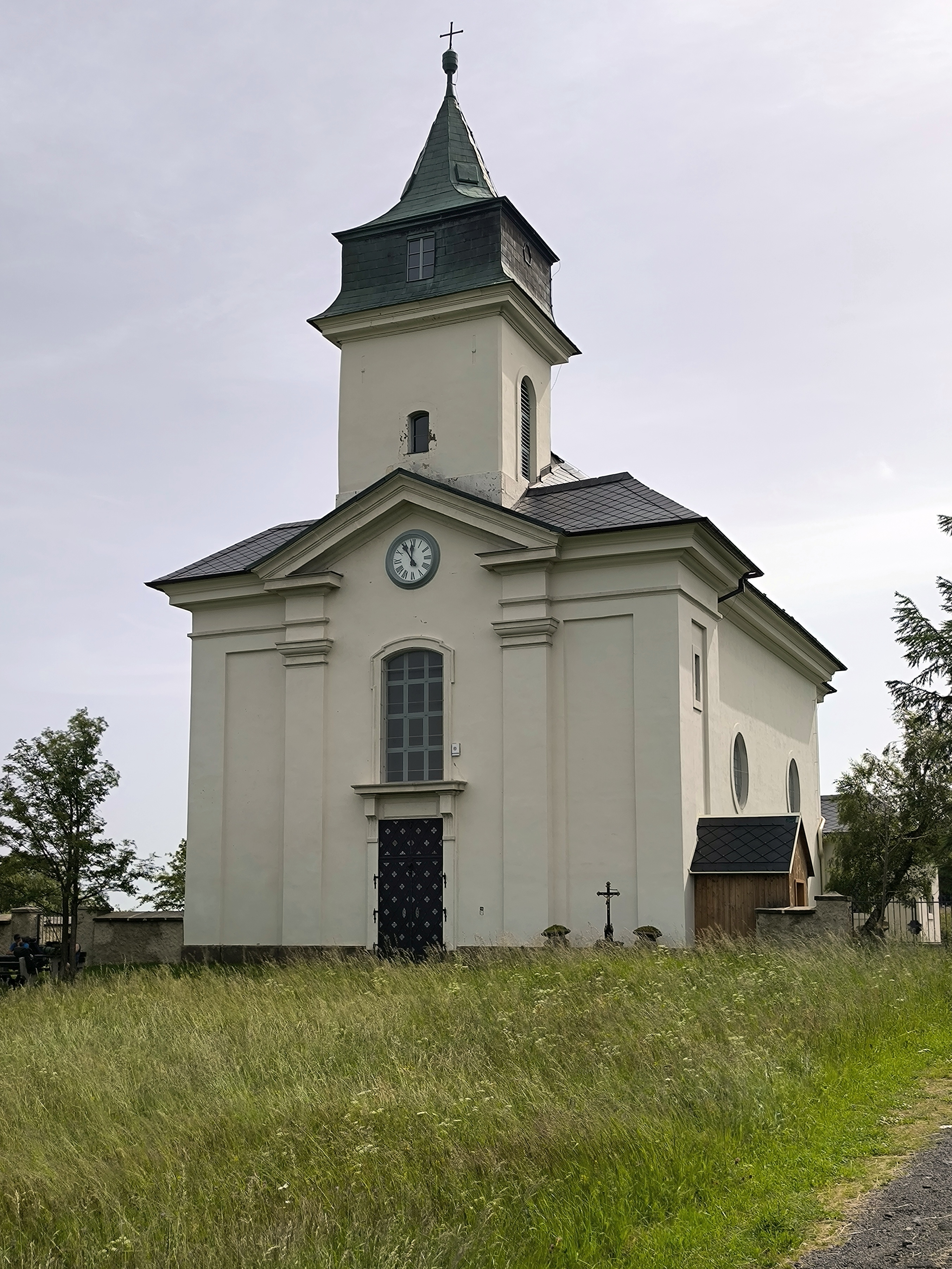
Kostel Nanebevzetí Panny Marie na Cínovci
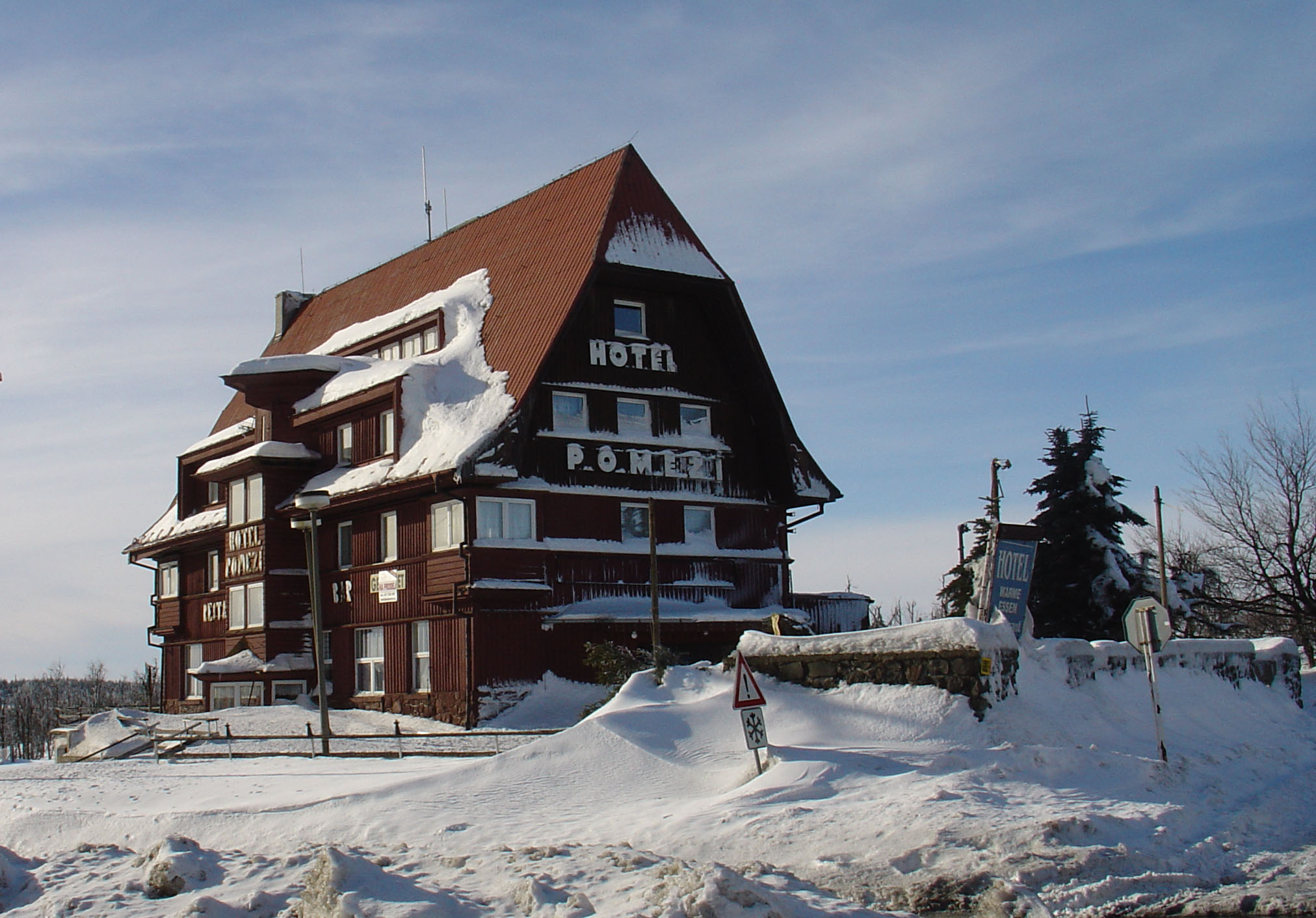
Hotel Pomezí
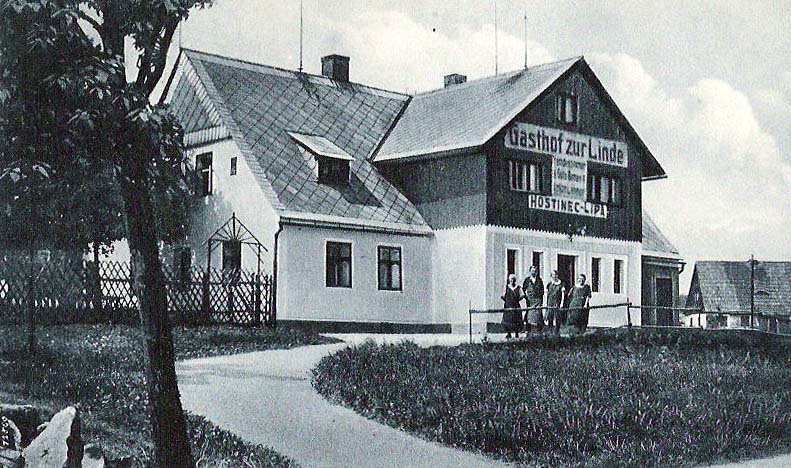
Hostinec U lípy (1920)
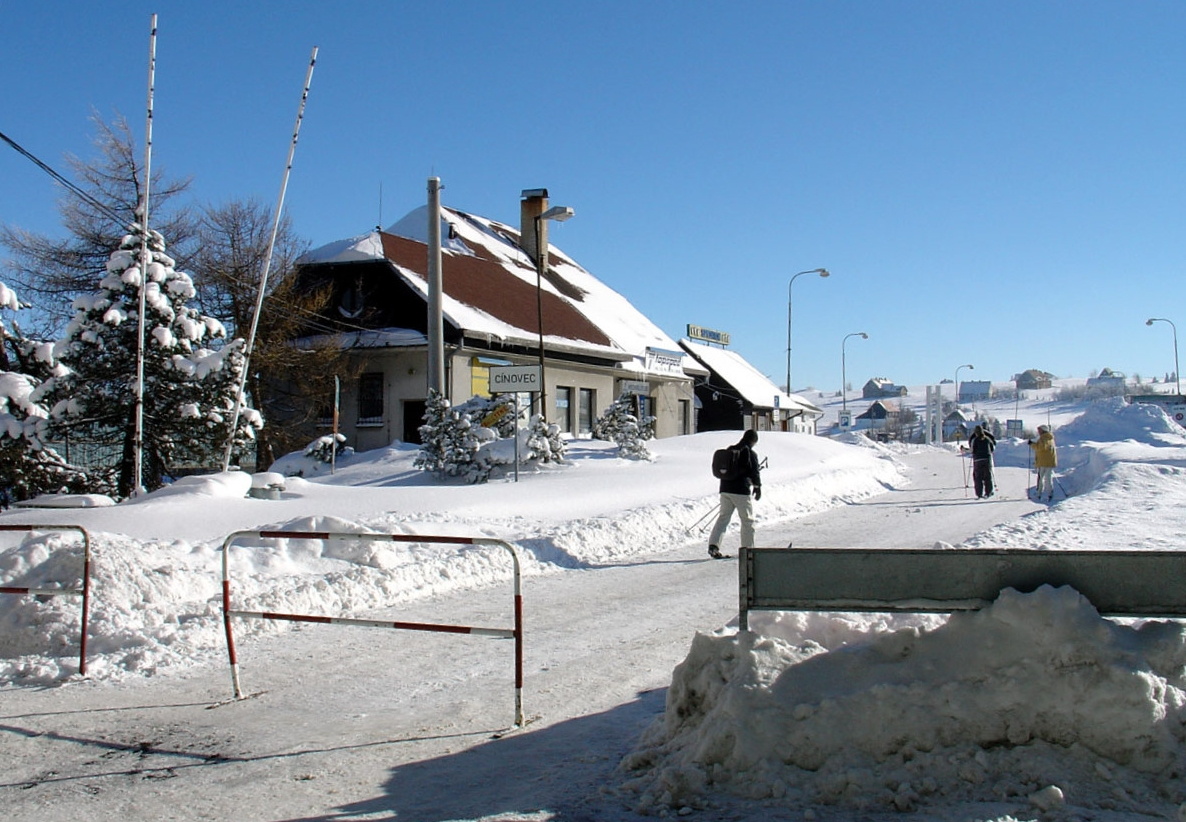
Starý hraniční přechod v Cínovci, 2004
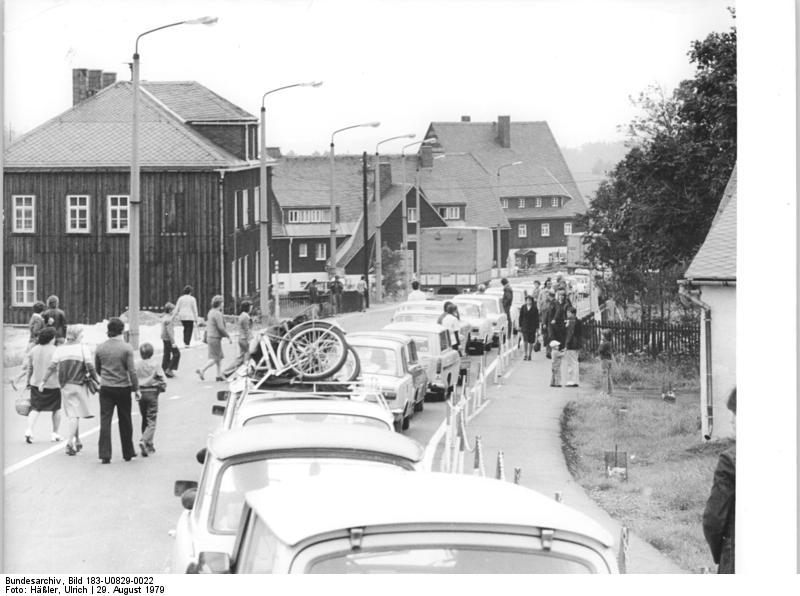
Hraniční přechod s tehdejším východním Německem, 1979
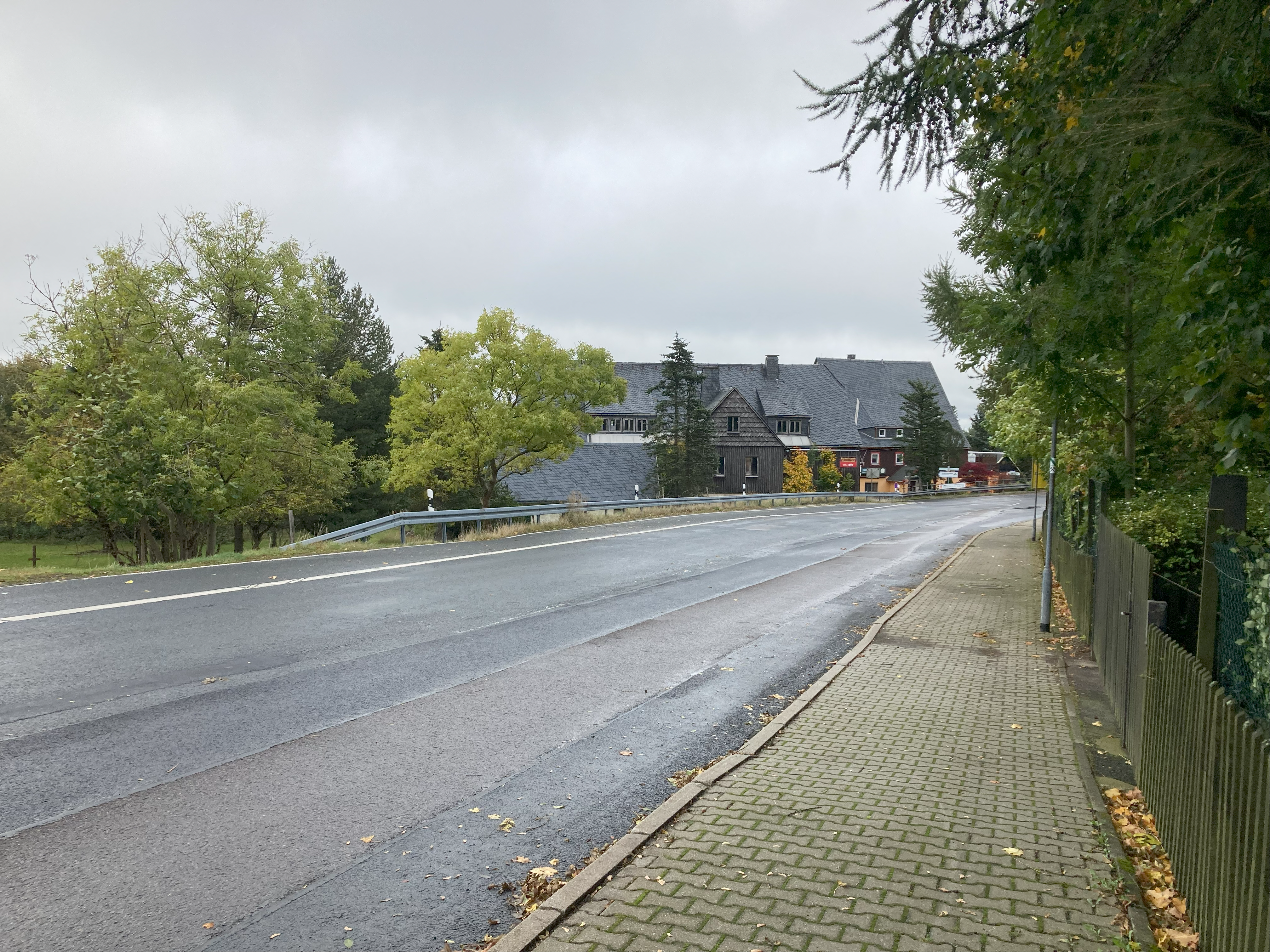
Stejné místo v roce 2023